# Рудь-Аріонешть
Рудь-Аріонешть (рум. Rudi-Arionești) — пам'ятка природи, ландшафтний заповідник на півночі Молдови. Розташована за 10 км від м. Атаки по течії р. Дністер. Включає Отачське лісництво, урочище Аріонешть-Стинка, квартали 20-22; урочище Рудь-Гаван, квартали 23-29. Перебуває у віданні Сороцького державного лісогосподарського підприємства (793 га), сільськогосподарського підприємства «Аріонешть» (57 га), сільськогосподарського підприємства «Ністру» (66 га). Загальна площа — 916 га.
Входить до складу водно-болотного угіддя міжнародного значення «Унгурь-Голошниця» 

## Каньйони
Заповідник включає 3 каньйони: Рудь, Аріонешть та Тетереука. 
Каньйон Рудь має 5 км у довжину, потік Бульбоака утворює багато порогів і водоспад висотою 10 м. Під кладовищем села Рудь - печера Рапосатілор. З лівого боку Дністра розташований монастир Рудь. Каньйон Рудь також включає 2 дуже глибокі впадини тектонічного походження поблизу комун Аріонешть, Рудь та Тетереука-Ноуе на площі близько 850 га. Тут багато скель різних форм. 
У каньйоні Аріонесті є водоспад на 2 м, багато джерел. 
У каньйоні Тетереука є два різновиди водоспадів та безліч різновидів порогів. Є вапнякові скелі та щілини.

## Галерея

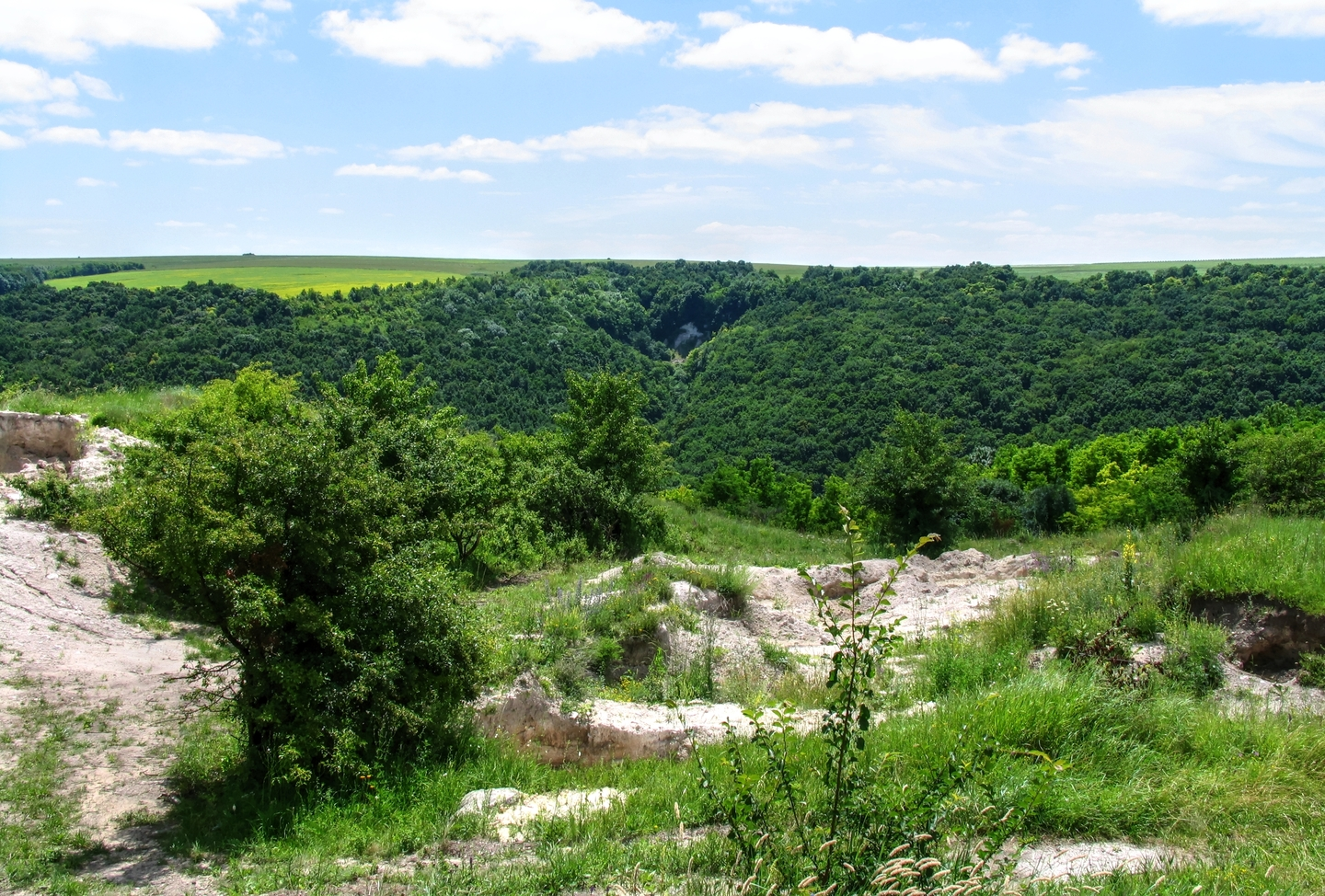
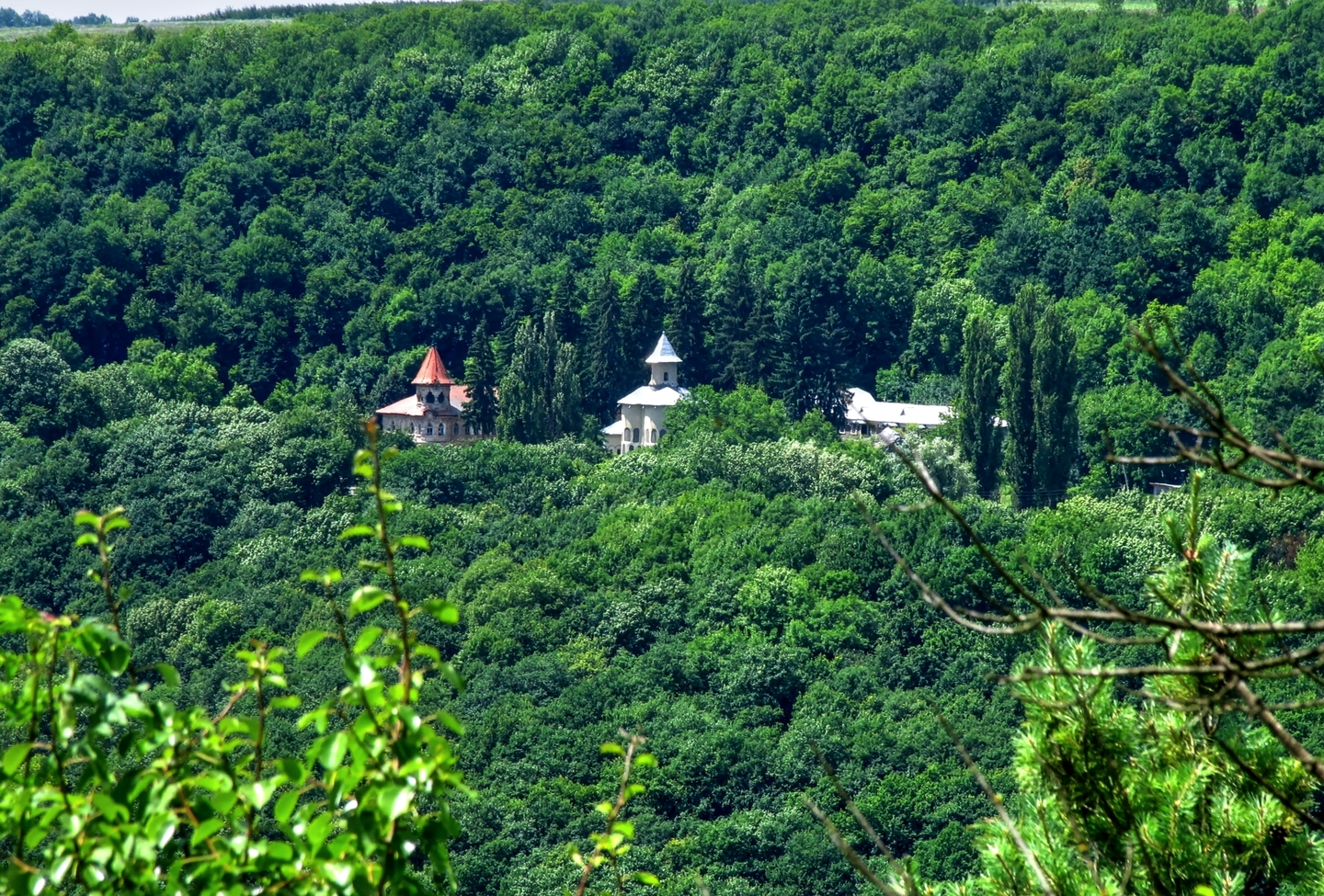
Рудський монастир
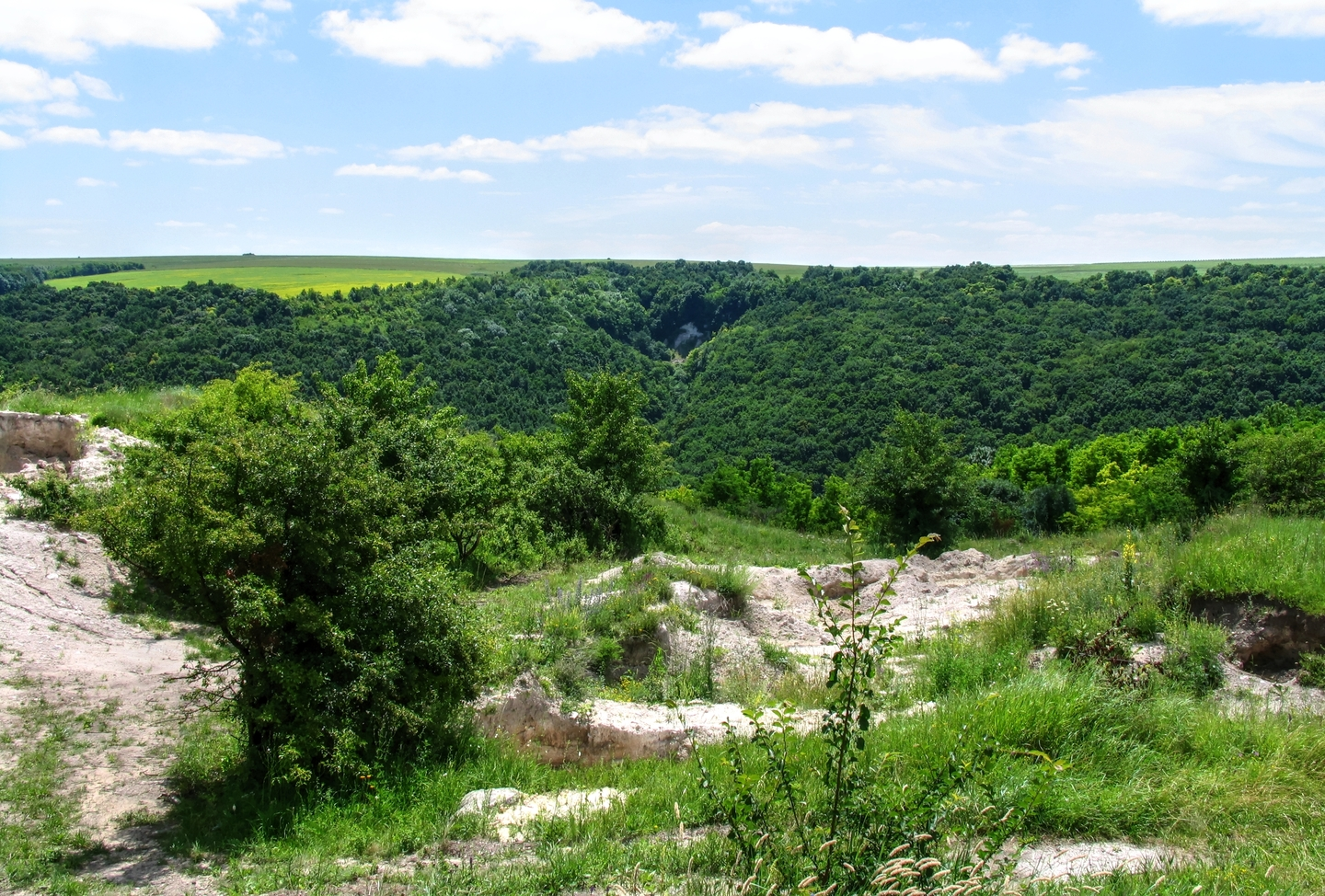
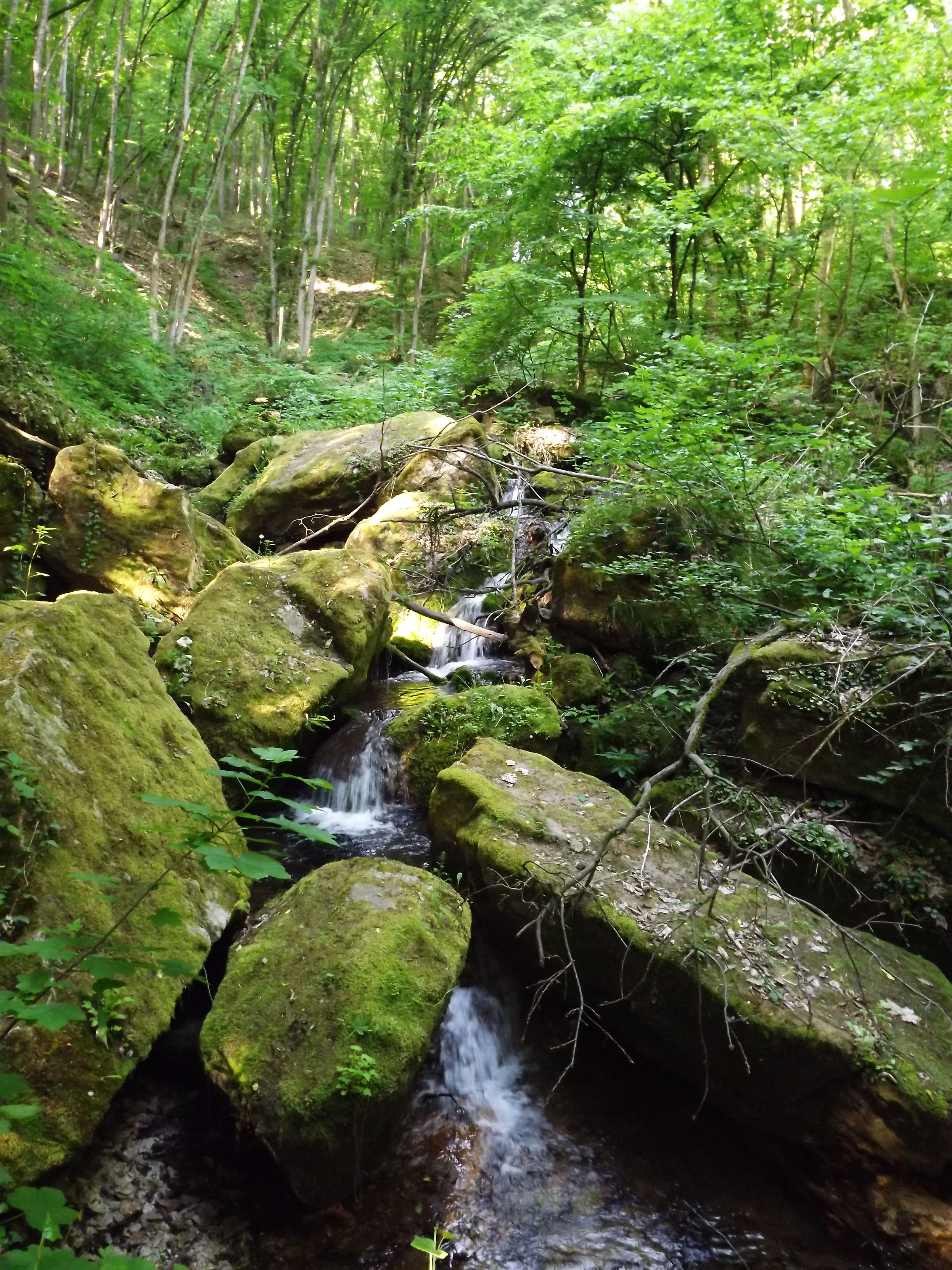
Каскад водоспадів
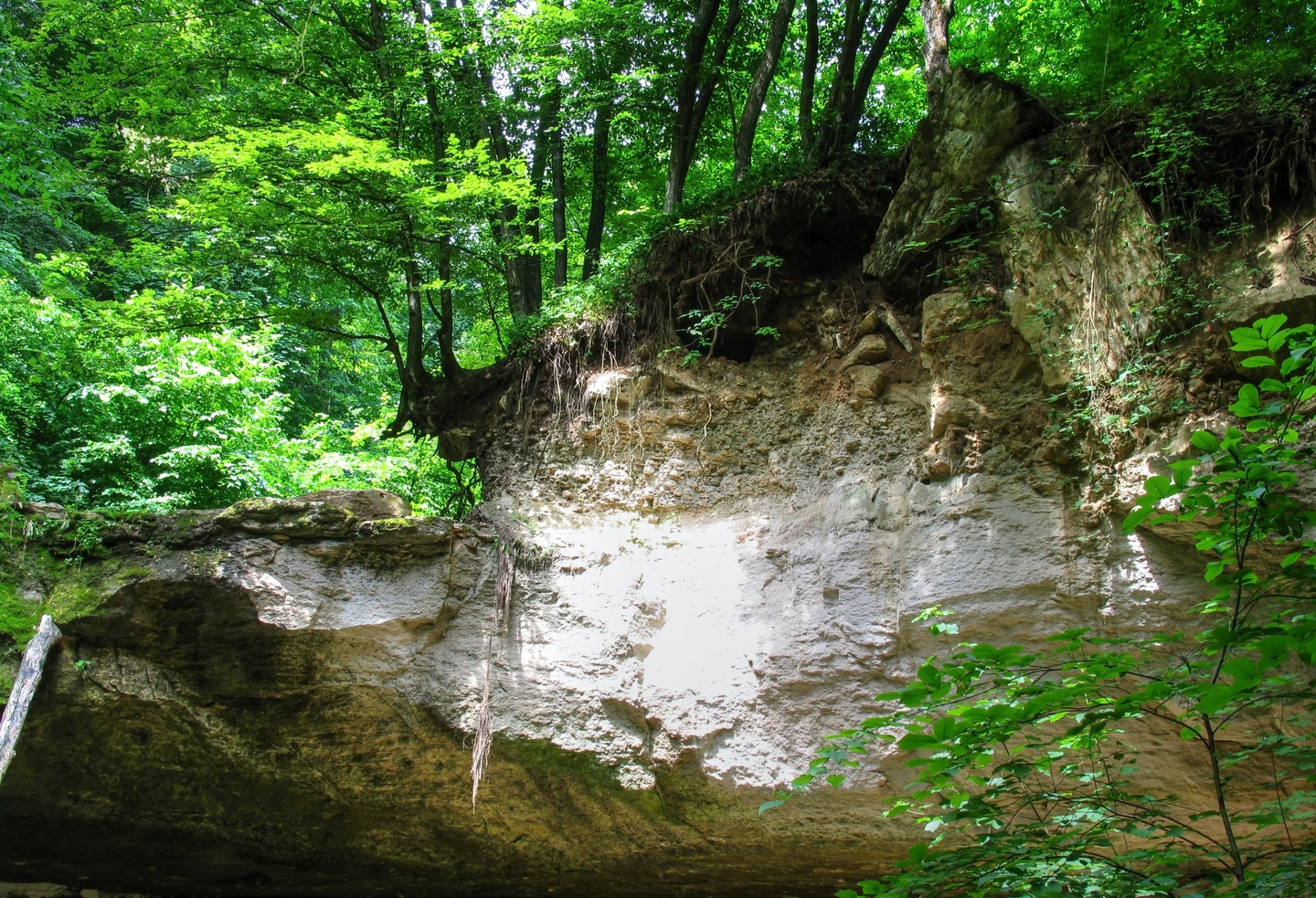
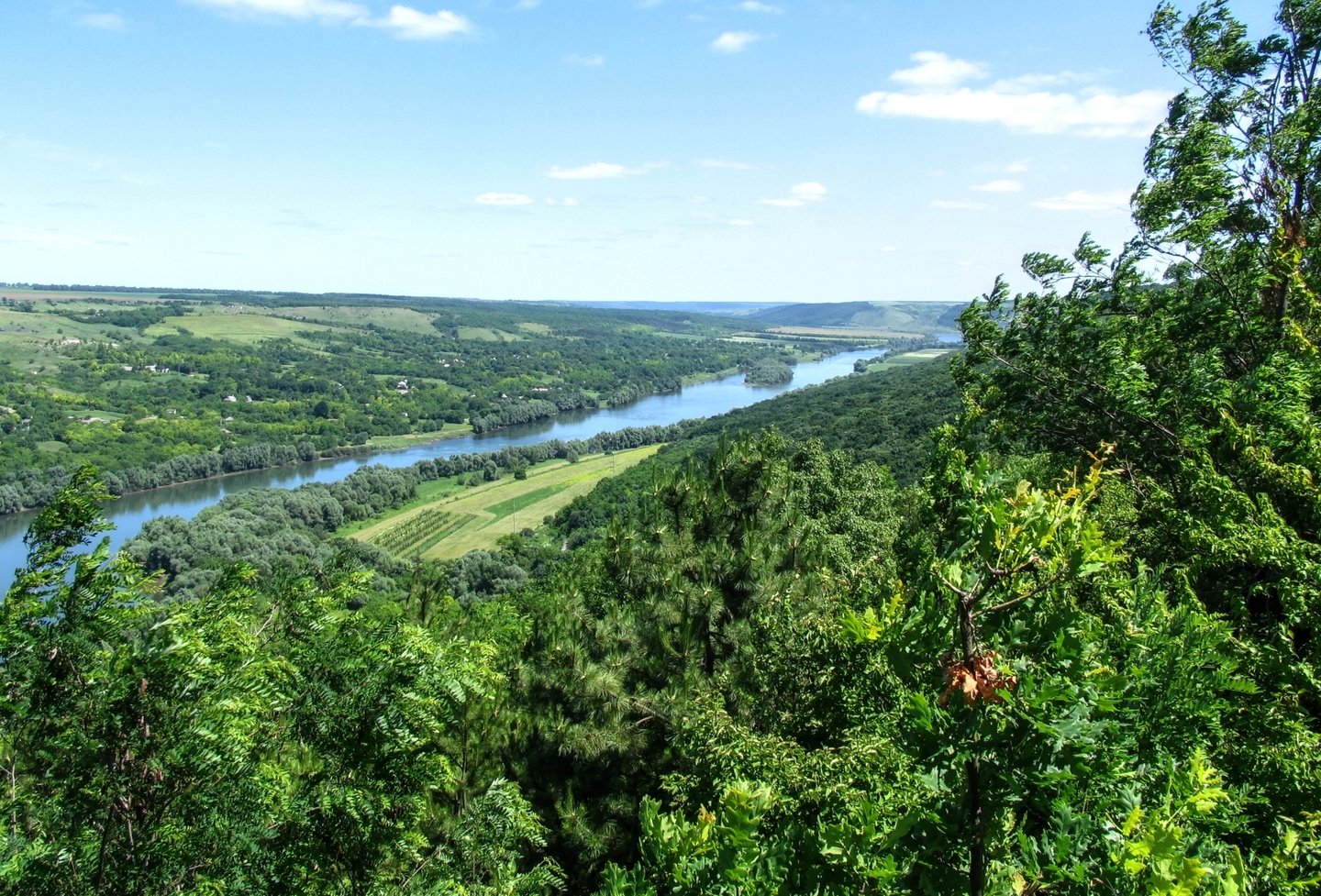
Вид на Дністер
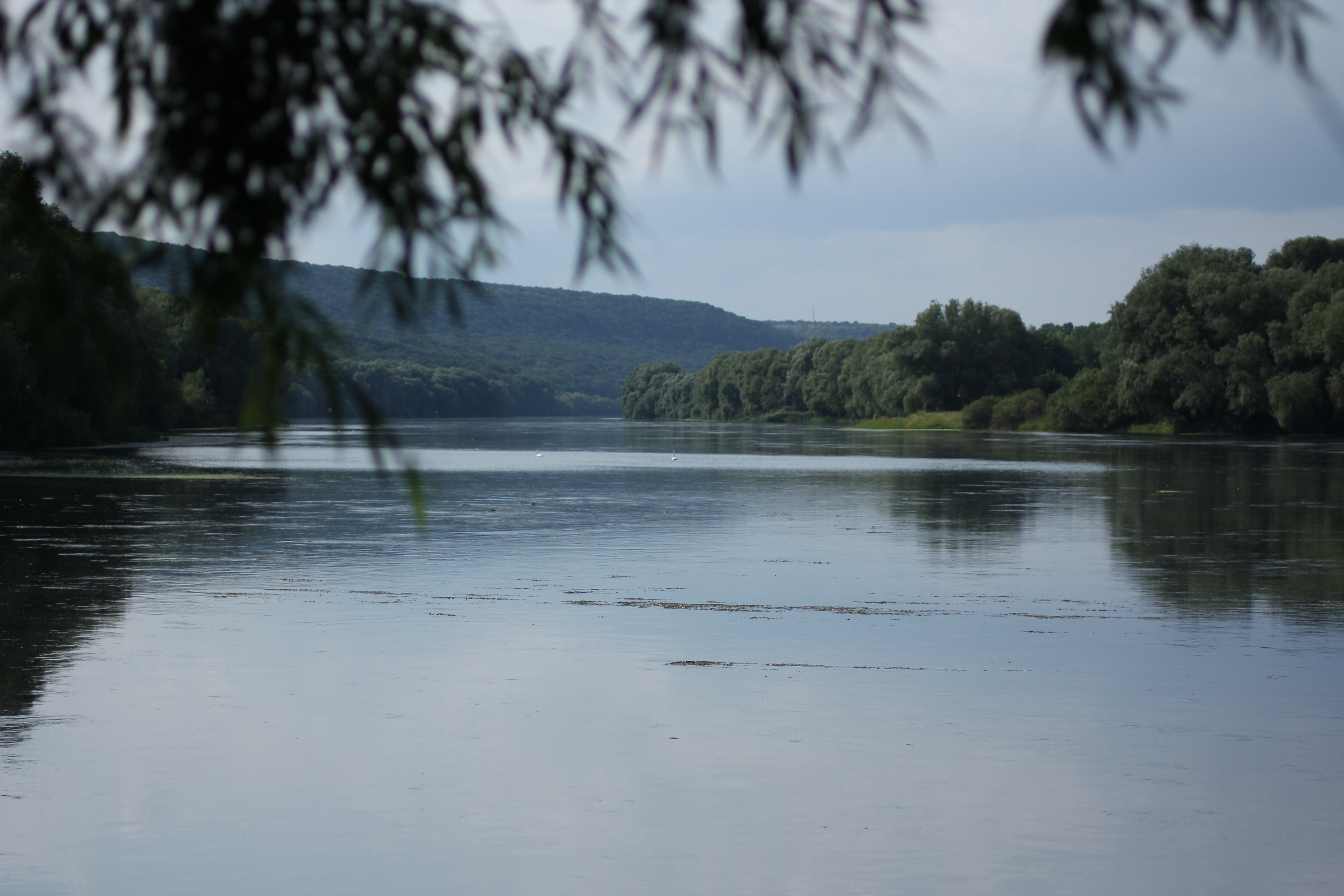
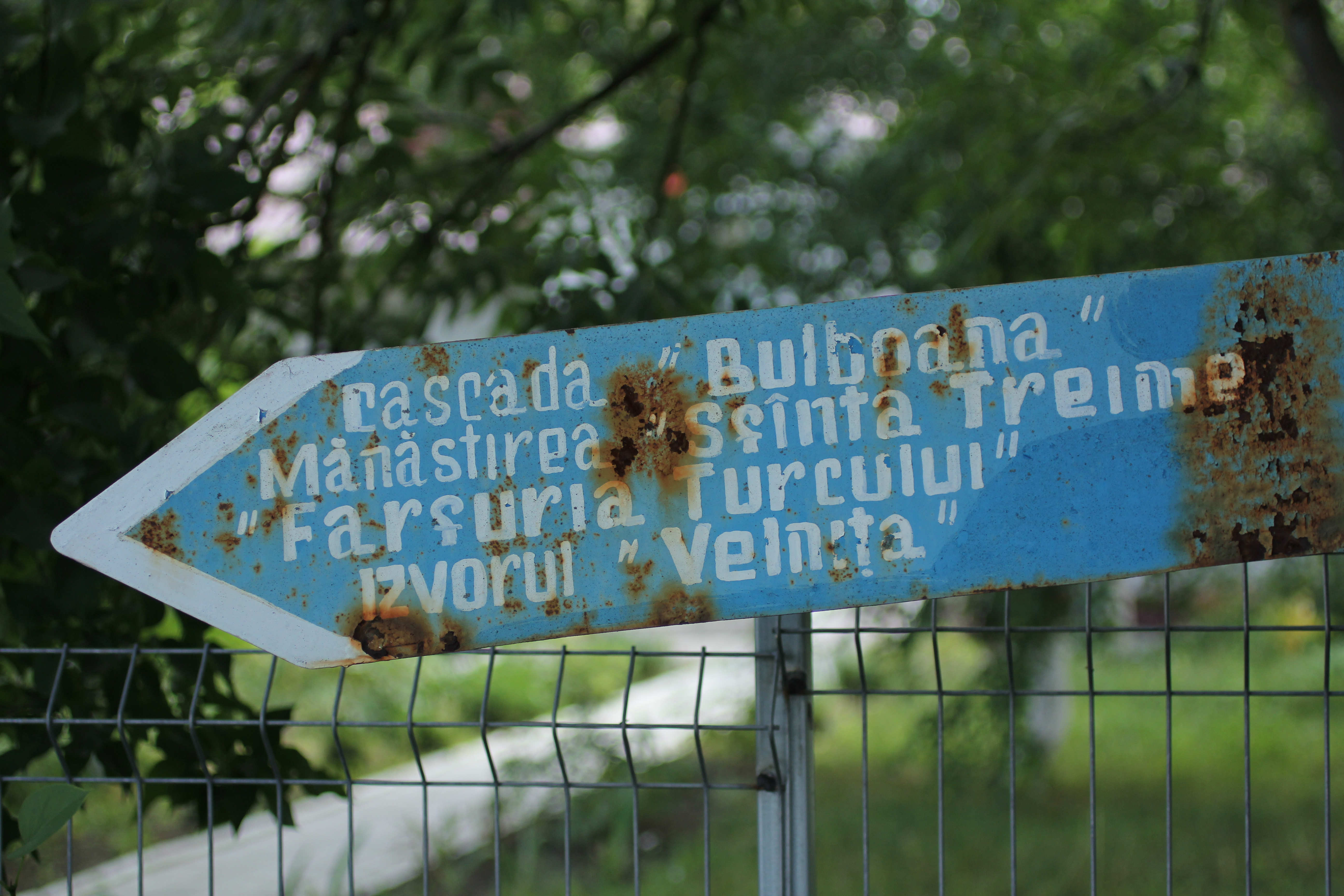
Туристичний вказівник
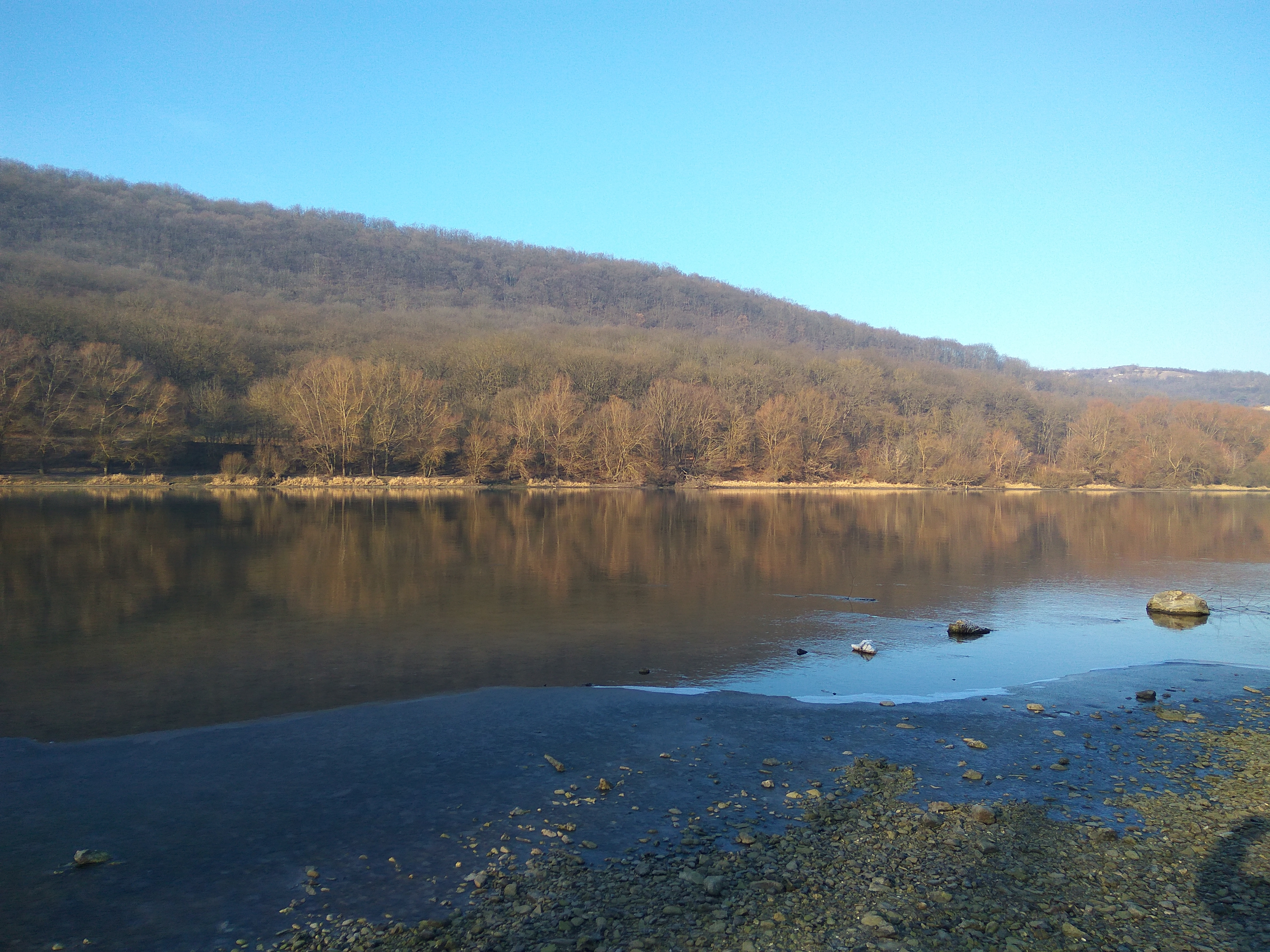
Вид на заповідник з України поблизу с. Садківці
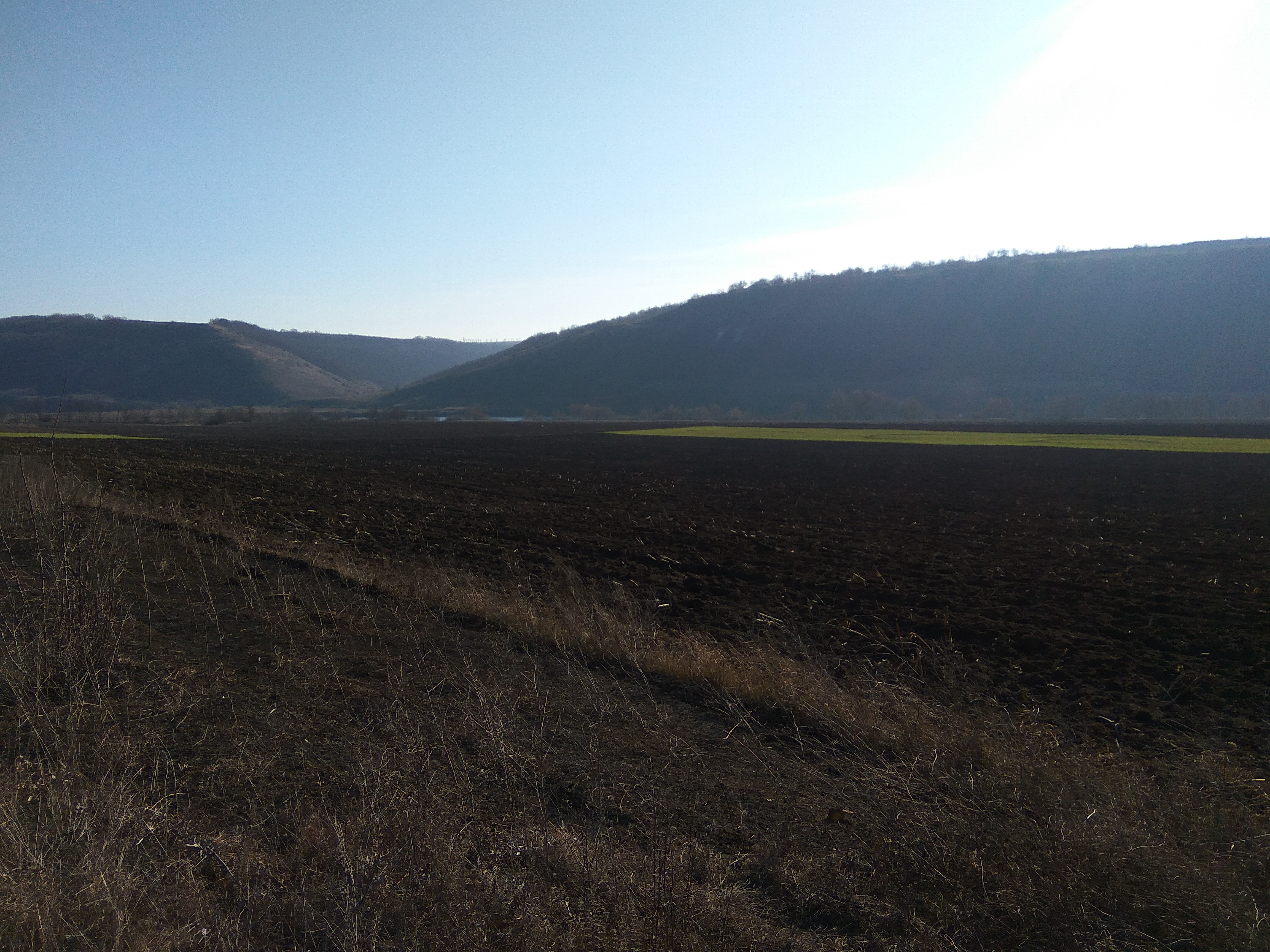
Вид на заповідник по дорозі між селами Садківці та Суботівка
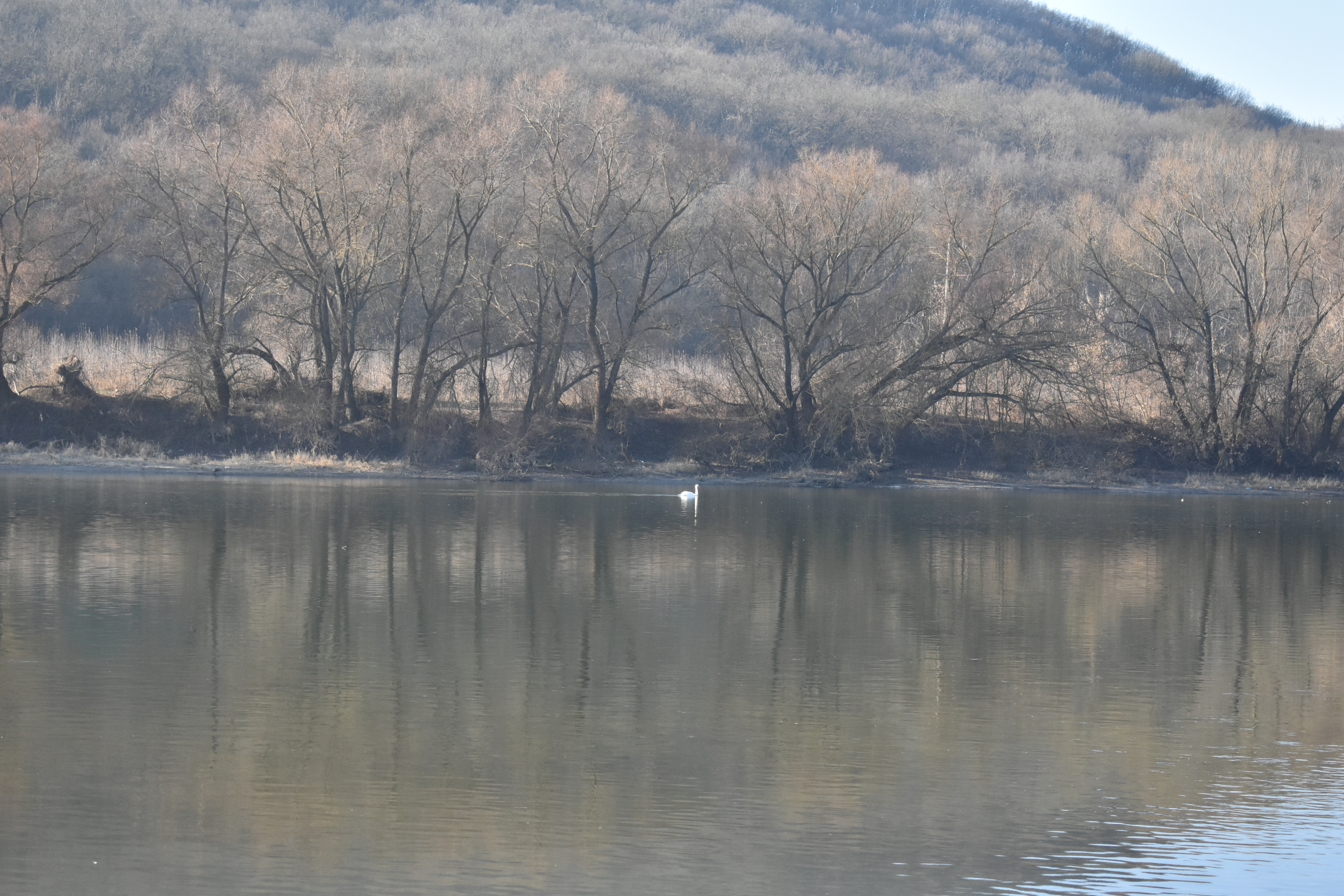
Вид на заповідник з українського берега